# Мамет, Абель Пинхусович
А́бель Пи́нхусович Ма́мет (15 ноября 1913, Парчев, Седлецкая губерния — 7 мая 2004 года, Москва) — советский и российский химик-технолог, специалист по коррозии и химической обработке воды. Доктор технических наук (1952), профессор, заведующий лабораторией по обработке воды Московского отделения ЦКТИ.

## Биография
Отец — Пинхус-Нахман Абелевич Мамет (1867—?), казённый раввин Краснобруда (1891—1897) и Парчева (1897—1914); мать — Фейга Исааковна Мамет (?—1952). В 1914 году после начала Первой мировой войны семья бежала из прифронтовой полосы в Белоруссию, а после окончания Гражданской войны перебралась в Москву, где уже поселился старший сын Лев.
После окончания техникума работал цеховым мастером, без отрыва от работы окончил вечернее отделение Московского химико-технологического института имени Д. И. Менделеева. Был принят научным сотрудником во Всесоюзный теплотехнический институт (ВТИ) имени Ф. Э. Дзержинского, где работал в области технологии очистки воды и предотвращения коррозии трубопроводов на электростанциях.
Диссертацию кандидата технических наук защитил в 1944 году, диссертацию на звание доктора технических наук по теме «Коррозия и защита металла теплосилового оборудования» защитил в 1952 году. В 1950-е годы поступил на работу научным сотрудником в МО ЦКТИ (московское отделение Научно-производственного объединения по исследованию и проектированию энергетического оборудования — НПО ЦКТИ), где организовал отдел по технологии обработки воды для атомных электростанций (отдел водоподготовки), на протяжении 60 лет работал начальником этого отдела и возглавлял лабораторию по этой же тематике; последние годы жизни работал консультантом там же.
Урна с прахом захоронена в колумбарии Донского кладбища.

## Научная работа
Автор многочисленных научных трудов по атомной и тепловой энергетике, в том числе по защите котлов от коррозии, водоподготовке, водному режиму котлов, очистке и изоляции теплоэнергетического оборудования и паровых турбин, методам обратноосмотического обессоливания воды. Автор нескольких монографий («Коррозия теплосилового оборудования электростанций», 1952; «Химическая промывка оборудования тепловых электростанций», 1967; «Химические очистки теплоэнергетического оборудования», 1969; «Управление водоподготовительным оборудованием и установками», 1985), одна из которых была издана также на немецком языке, инструкций по эксплуатации теплоэнергетического оборудования, подготовленных для Наркомата (затем министерства) электростанций СССР и Министерства чёрной металлургии СССР. Один из редакторов трёхтомного «Справочника химика-энергетика» (1957—1960).

## Семья
- Брат — Лев Пинхасович (Пинхосович, Павлович) Мамет (1899—1940, репрессирован)[11], историк, профессор университета трудящихся востока (КУТВ)[12], автор монографий «Группа „Освобождение труда“» (2-е изд., 1928), «Ойротия: Очерк национально-освободительного движения и гражданской войны на Горном Алтае» (1930, 1994), учебника «История» (1928, 1929, 1931), «Методических очерков для историков-марксистов» (1928)[13].
- Брат — Овсей Пинхусович (Павлович) Мамет (1903—1967), автор переиздававшегося «Краткого справочника конструктора-станкостроителя» (1961, 1964, 1968).
- Первая жена — Татьяна Петровна Жукова, сестра академика Б. П. Жукова.
  - Сын — Валерий Абелевич Мамет (род. 1938)[14], заведующий отделом в Институте атомной энергетики[15].
- Вторая жена (1972—2004) — Антонина Георгиевна Шевцова.

## Труды

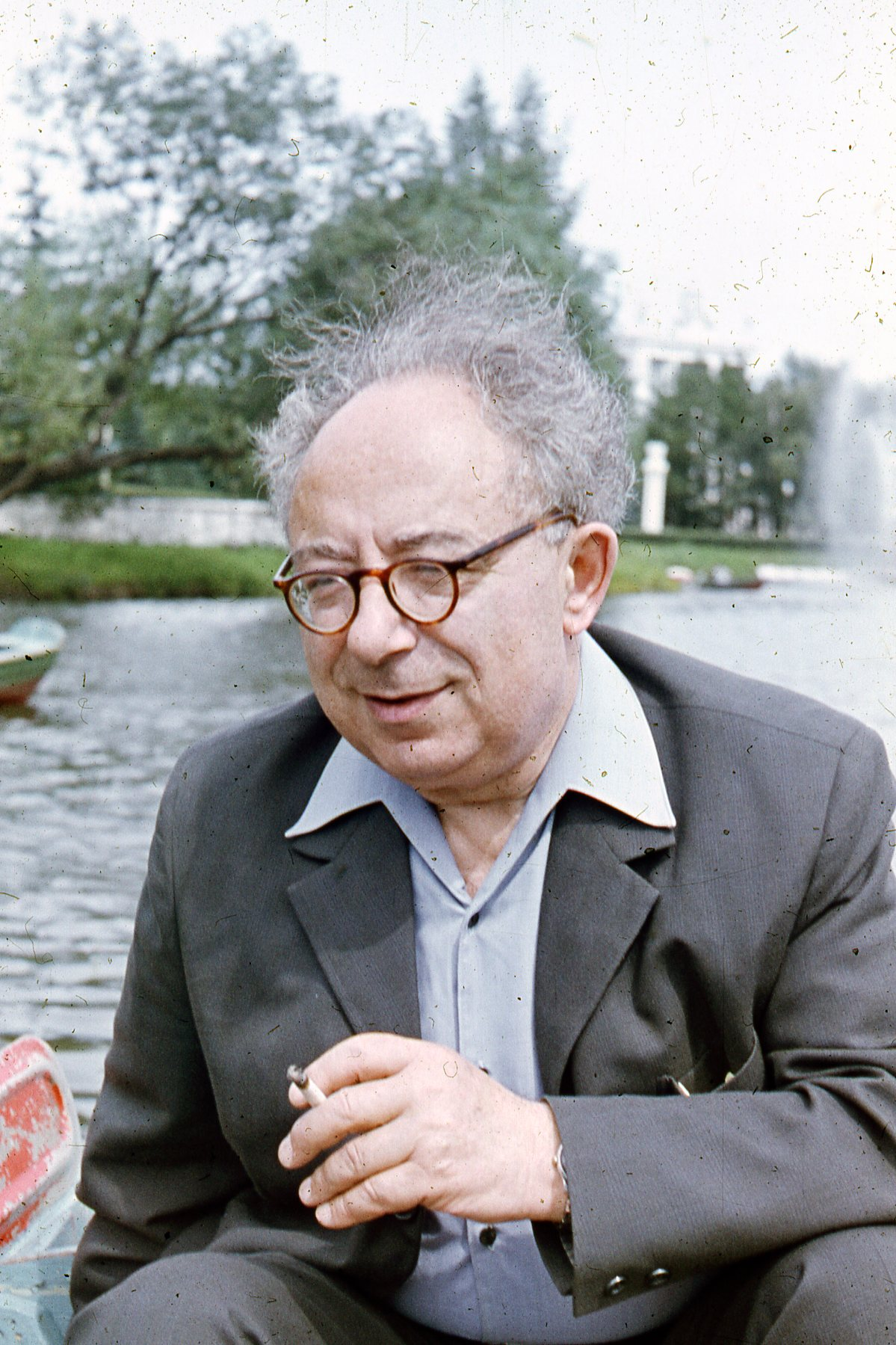
Мамет А. П.

### Монографии и стандарты
- С. М. Гурвич, А. П. Мамет. Инструкция по эксплоатации глауконитовых фильтров. Народный комиссариат электростанций Союза ССР. М.—Л.: Государственное энергетическое издательство, 1943. — 39 с.
- А. П. Мамет. Инструкция по приготовлению и применению заменителей тринатрийфосфата на электростанциях / Водная лаборатория ВТИ; Народный комиссариат электростанций Союза ССР. М.—Л: Госэнергоиздат, 1943.
- А. П. Мамет. Вопросы водоподготовки и химконтроля на немецких электростанциях: По материалам бригады МЭС. Министерство электростанций СССР. М.: Бюро технической информации Оргрэс. Издательство МТК СССР, 1946. — 59 с.
- А. П. Мамет, Д. Я. Каган. Руководящие указания по защите теплосилового оборудования от коррозии во время вывода его из работы. М-во электростанций СССР. М.—Л.: Госэнергоиздат, 1951. — 27 с.
- А. П. Мамет. Коррозия теплосилового оборудования электростанций. М.—Л.: Госэнергоиздат, 1952. — 296 с.[16]
- A. P. Mamet. Korrosion und Korrosionsschutz in Dampferzeugungsanlagen. Deutsche Überarbeitung von W. Küntscher. Berlin: Verlag Technik, 1955. — 360 s.[17]
- Справочник химика-энергетика. Под ред В. А. Голубцова, С. М. Гурвича, Ю. М. Кострикина, А. П. Мамета. В 3 тт. М.: Госэнергоиздат, 1957—1960[18]. т. 1: Справочные материалы общего назначения, 1960—327 с.; т. 2: Водоподготовка, 1958—351 с.; т. 3: Масла и консистентные смазки, 1957. — 248 с.
- А. П. Мамет. Современные методы водоподготовки для производственных котельных. М.: НИИинформтяжмаш, 1958. — 40 с.
- А. П. Мамет. Современные методы водоподготовки для производственных котельных. М.: НИИинформтяжмаш, 1958. — 40 с.
- А. П. Мамет, С. М. Гурвич. Инструкция по водному режиму котлов паровозов и паропутевых кранов на предприятиях Министерства чёрной металлургии СССР. 2-е изд. — М.: Центроэнергочермет, 1959. — 62 с.
- С. М. Гурвич, А. П. Мамет. Водоподготовительное оборудование для электростанций высокого и сверхвысокого давлений. М.: БТИ, 1962. — 88 с.
- А. П. Мамет. Очистка конденсата турбин на блочных электростанциях в СССР и за рубежом. М.: НИИинформтяжмаш, 1967. — 52 с.
- А. С. Красовицкий, А. П. Мамет, В. И. Райгородский, Е. Г. Полотовская. Противокоррозийные покрытия для фильтров водоподготовительных установок. М.: НИИинформтяжмаш, 1967. — 32 с.
- А. П. Мамет. Химическая промывка оборудования тепловых электростанций. М.: БТИ Оргрэс, 1967. — 104 с.
- А. П. Мамет, Н. М. Дятлова, Т. Х. Маргулова. Химические очистки теплоэнергетического оборудования. М.: Энергия, 1969. — 223 с.
- В. М. Герзон, А. П. Мамет, Е. Б. Юрчевский. Управление водоподготовительным оборудованием и установками. — М.: Энергоатомиздат, 1985. — 232 с.[19]
- А. П. Мамет, Е. Б. Юрчевский. Технология и переработка стоков водоподготовительных установок ТЭС. М.: ЦНИТИТЭИТЯЖМАШ, 1990.

#### Сборники статей
- С. М. Гурвич. Аппаратчик водоподготовки / под ред. проф. А. П. Мамета. М.—Л.: Энергия, 1964. — 279 с.
- Химическая промывка оборудования тепловых электростанций: Сборник статей / Выставка достижений нар. хоз-ва СССР. М-во энергетики и электрификации СССР. Химия в энергетике (Вып. 2 ;); ред. д-р техн. наук А. П. Мамет. — М.: БТИ Оргрэс, 1967. — 104 с.
- Химический контроль и автоматизация водоподготовительных установок на тепловых электростанциях: Сборник статей / Ред. д-р техн. наук А. П. Мамет. М.: БТИ ОРГРЭС, 1967. — 122 с.
- Водный режим и водоподготовка на тепловых электростанциях: Сборник статей / Выставка достижений нар. хоз-ва СССР; Ред. д-р техн. наук А. П. Мамет. — М.: БТИ ОРГРЭС, 1967. — 90 c.  (Химия в энергетике ; вып. 3)
- Водный режим и водоподготовка на промышленных ТЭЦ: Сборник статей / Ред. д-р. техн. наук А. П. Мамет. — М.: БТИ ОРГРЭС, 1967. — 111 с.
- Защита от коррозии и изоляция теплосливного оборудования электростанций: Сборник / М-во энергетики и электрификации СССР. Ред.: д-р техн. наук А. П. Мамет, инж. И. М. Кормер. М.: БТИ ОРГРЭС, 1967. — 103 с.
- Водный режим мощных энергетических блоков и атомных электростанций с реакторами кипящего типа: В 2 тт. / Ред. д-р техн. наук А. П. Мамет; М-во энергетики и электрификации СССР. М.: БТИ ОРГЭС, 1972.

#### Авторские свидетельства
| №       | Дата       | Название                                                                                      | Авторы                                                                       |
| ------- | ---------- | --------------------------------------------------------------------------------------------- | ---------------------------------------------------------------------------- |
| 162059  | 31.01.1964 | Способ подготовки питательной воды                                                            | Мамет А. П., Сташко Р. П.                                                    |
| 172948  | 19.05.1965 | Моющая композиция для металлических поверхностей                                              | Мамет А. П., Маргулова Т. Х., Таратута В. А. и др.                           |
| 171955  | 20.04.1965 | Моющая композиция для металлических поверхностей                                              | Мамет А. П., Нови Ю. О., Таратута В. А.                                      |
| 197453  | 30.03.1967 | Способ регулирования гидравлического перемещения зернистого сорбента                          | Мамет А. П., Бум И. Б.                                                       |
| 217398  | 25.02.1968 | Способ промывки энергетического оборудования                                                  | Мамет А. П. и др.                                                            |
| 346707  | 27.04.1972 | Программный командоаппарат                                                                    | Мамет А. П. и др.                                                            |
| 394710  | 21.05.1973 | Способ определения истощения H-катионитного фильтра                                           | Мамет А. П. и др.                                                            |
| 422939  | 14.12.1973 | Способ защиты поверхностей нагрева                                                            | Мамет А. П. и др.                                                            |
| 394754  | 21.05.1973 | Многоканальный регулятор расхода                                                              | Мамет А. П. и др.                                                            |
| 445446  | 14.06.1974 | Патрон для фильтрования жидкостей                                                             | Мамет А. П. и др.                                                            |
| 429828  | 07.02.1974 | Способ регенерации катионитовых фильтров                                                      | Мамет А. П. и др.                                                            |
| 460712  | 21.10.1974 | Способ очистки воды и водных растворов                                                        | Мамет А. П. и др.                                                            |
| 525458  | 28.04.1976 | Способ гидроперегрузки шихты смешанных ионитов из регенератора в фильтр                       | Мамет А. П. и др.                                                            |
| 526966  | 07.05.1976 | Реле времени                                                                                  | Мамет А. П. и др.                                                            |
| 583552  | 15.08.1977 | Ионитный фильтр                                                                               | Мамет А. П. и др.                                                            |
| 593341  | 21.10.1977 | Способ обессоливания водных растворов                                                         | Мамет А. П. и др.                                                            |
| 612274  | 28.02.1978 | Бесконтактная матрица системы телемеханики                                                    | Мамет А. П. и др.                                                            |
| 664664  | 08.02.1979 | Способ регенерации катионита                                                                  | Мамет А. П. и др.                                                            |
| 685628  | 21.05.1979 | Способ автоматического регулирования процесса подкисления природной воды                      | Мамет А. П., Герзон В. М.                                                    |
| 1327919 | 08.04.1988 | Ионитный ступенчато-противоточный фильтр                                                      | Мамет А. П., Мельникова Ж. С., Юрчевский Е. Б.                               |
| 1111815 | 08.05.1984 | Способ регенерации ионита в противоточном ионитном фильтре и устройство для его осуществления | Мамет А. П., Юрчевский Е. Б., Иванов Е. Н., Алексеева Т. В. и др.            |
| 1436022 | 28.07.1988 | Способ определения электрохимических коррозионных характеристик металлов                      | Мамет А. П., Абдуллаев К. М., Малахов И. А., Азимов Б. С. и др.              |
| 1511214 | 01.06.1989 | Способ обессоливания природных вод                                                            | Мамет А. П., Таратута В. А., Юрчевский Е. Б.                                 |
| 1498713 | 08.04.1989 | Способ декарбонизации природной воды                                                          | Мамет А. П., Абдуллаев К. М., Малахов И. А., Полетаев Л. Н., Гараханов А. Б. |